# Stenurella bifasciata
Stenurella bifasciata är en skalbaggsart som först beskrevs av Müller 1776.  Stenurella bifasciata ingår i släktet Stenurella, och familjen långhorningar. Arten har ej påträffats i Sverige.

## Bildgalleri

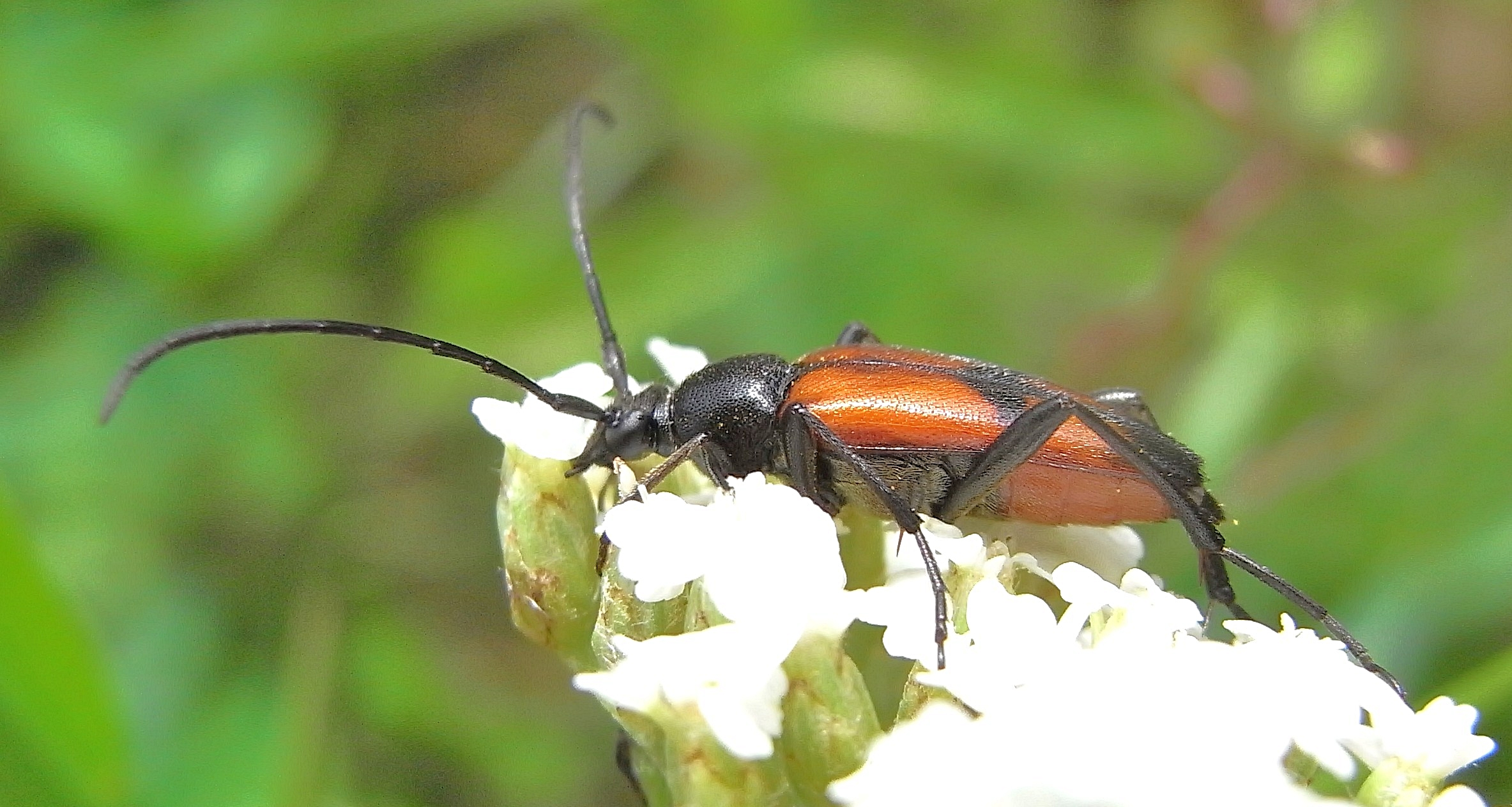
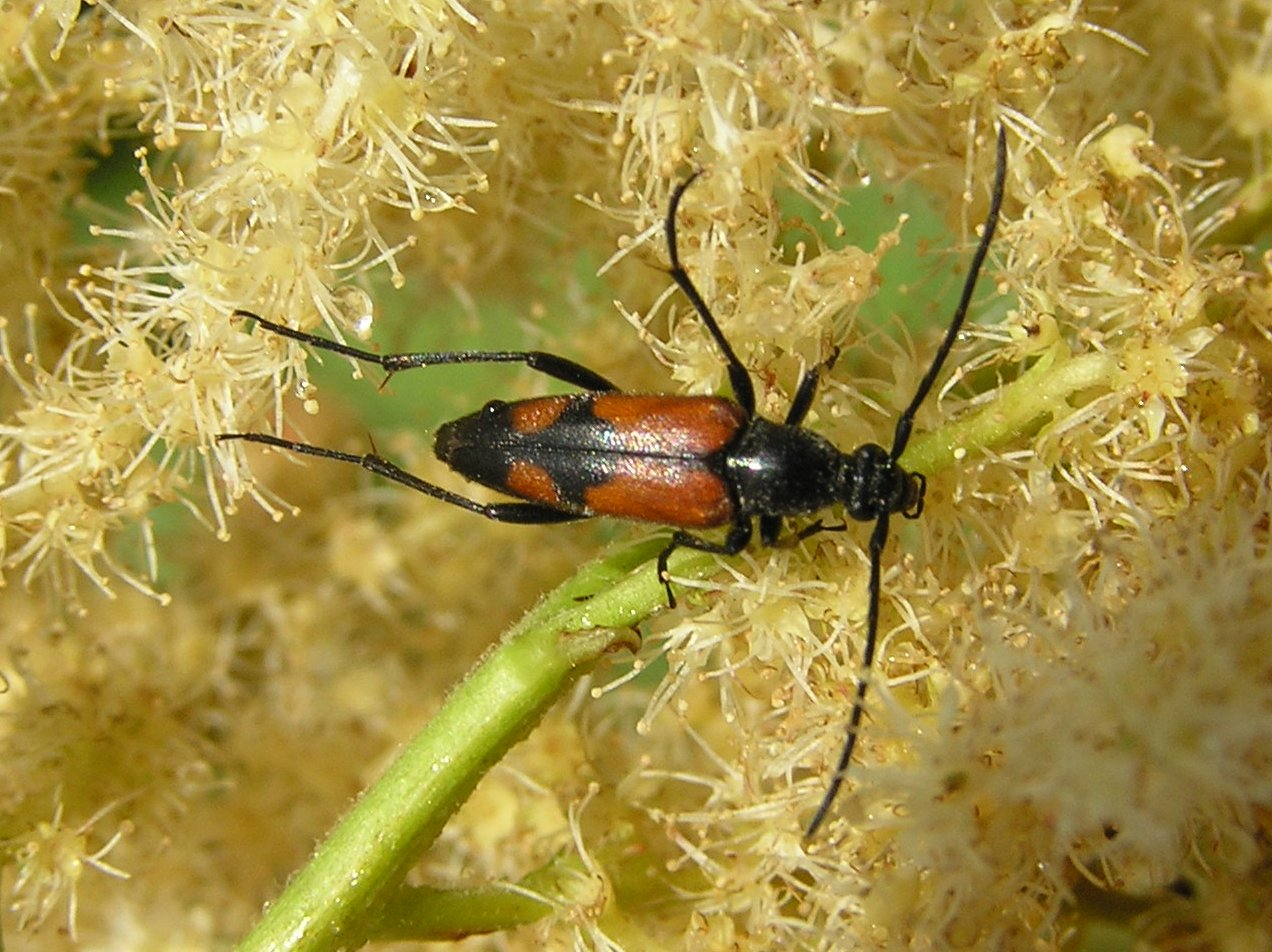
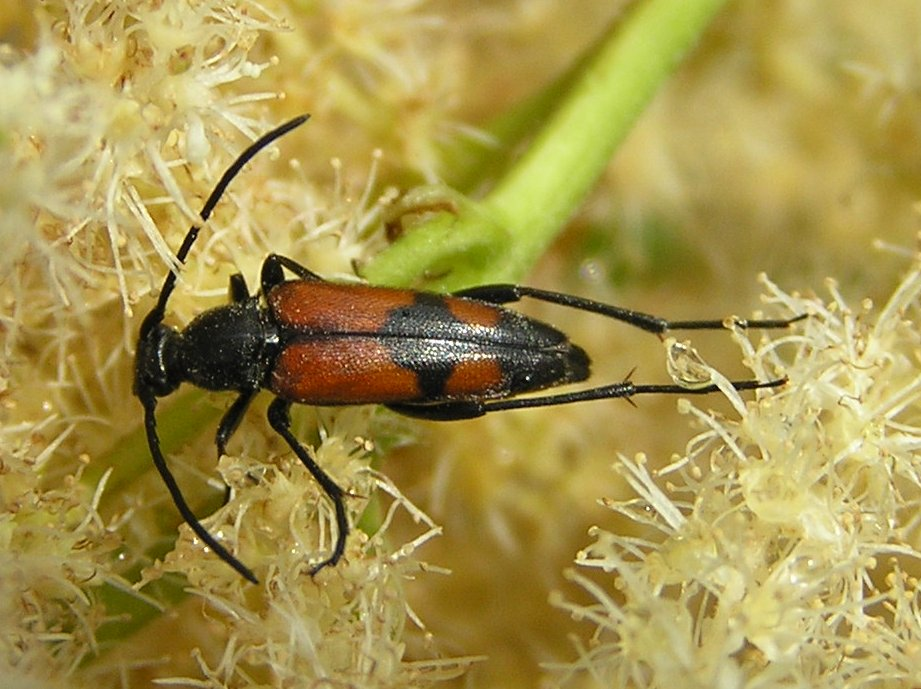
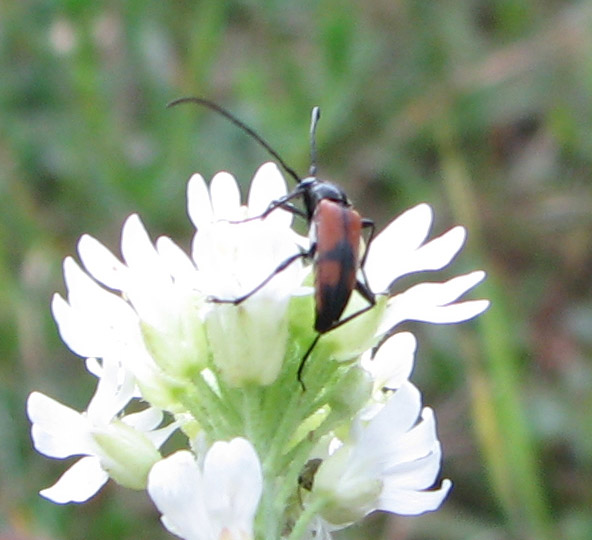
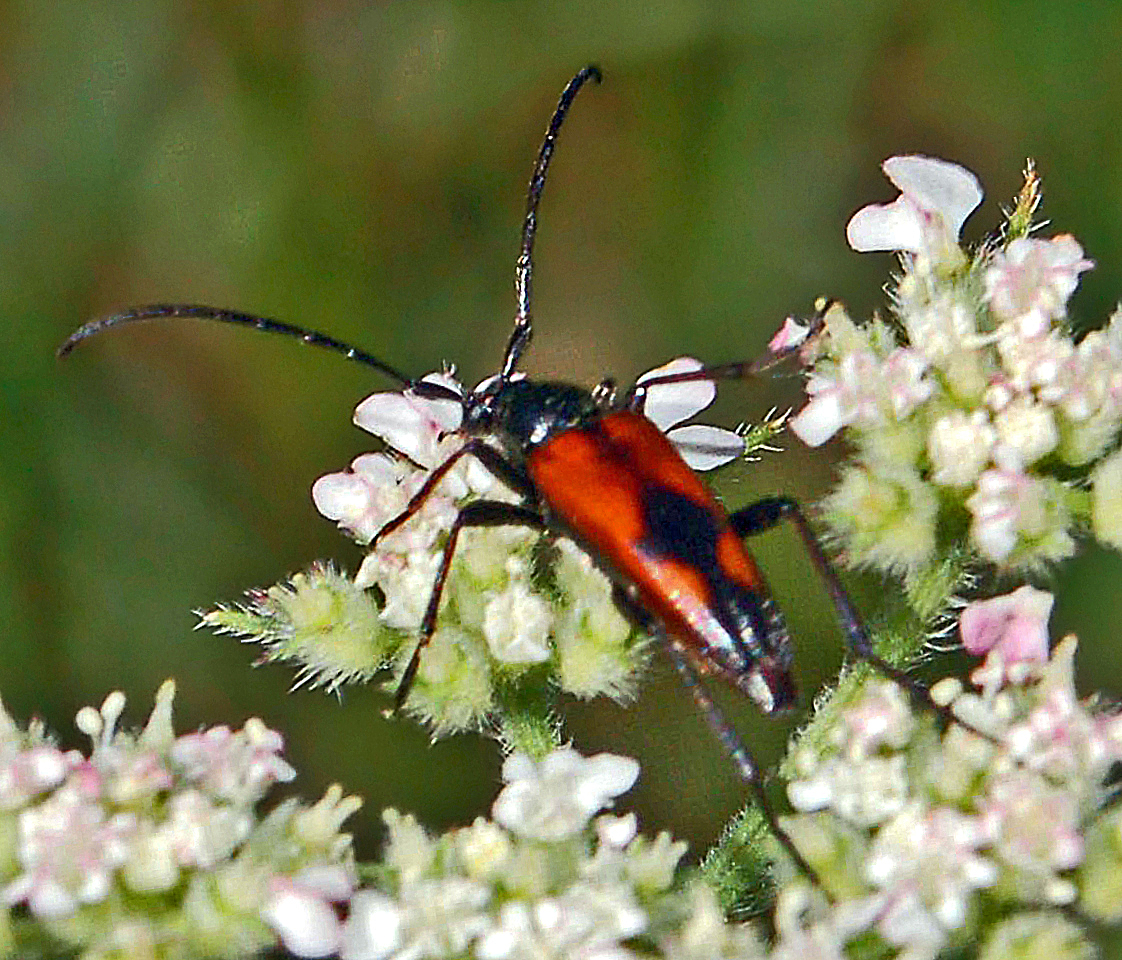
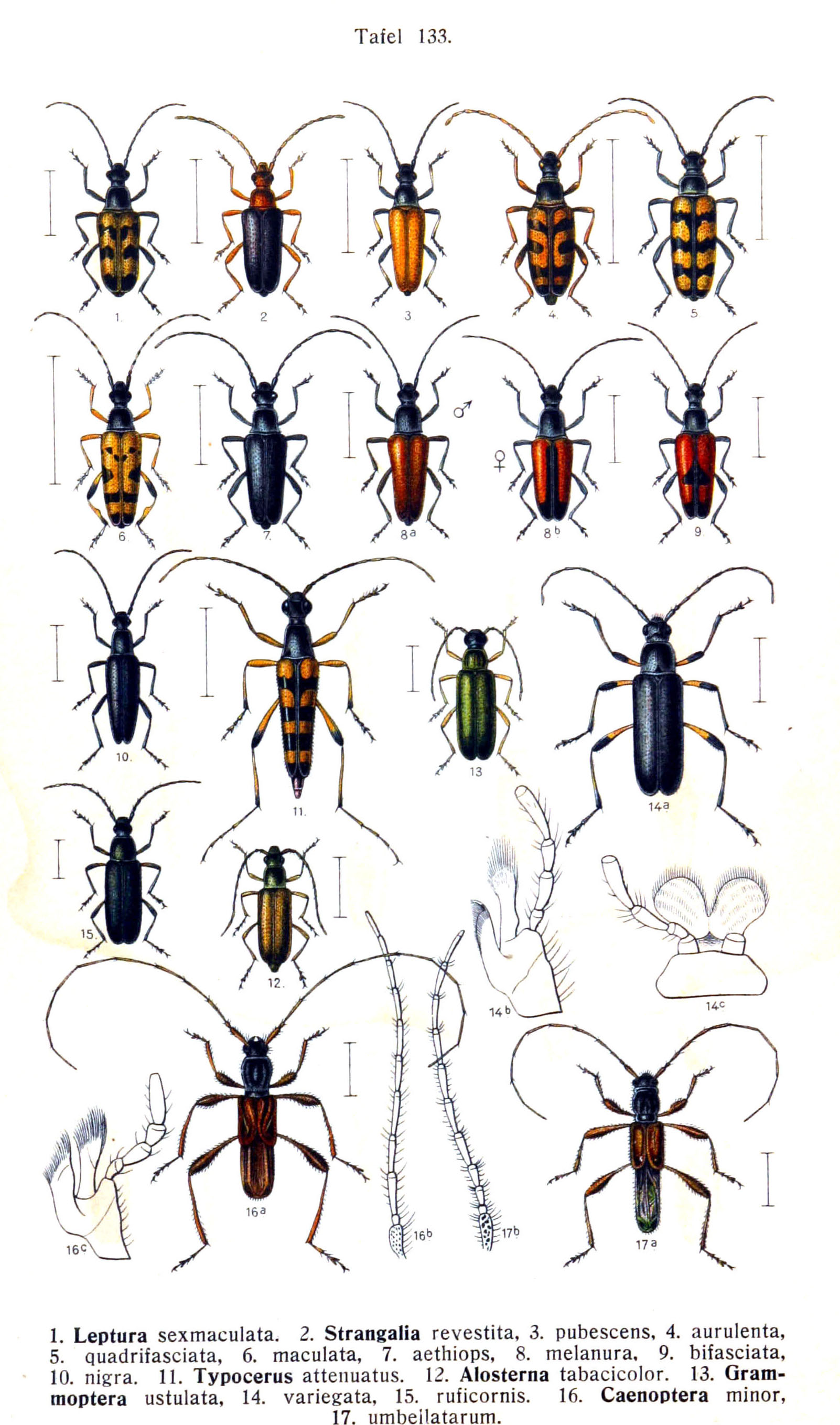